# Petite capitale tau
Cette page contient des caractères spéciaux ou non latins. S’ils s’affichent mal (▯, ?, etc.), consultez la page d’aide Unicode.
Ne doit pas être confondu avec la lettre latine petite capitale T ‹ ᴛ ›, la lettre grecque tau ‹ Τ τ › ou la lettre cyrillique te ‹ Т т ›.
ᴛ, appelé petite capitale tau, est une lettre additionnelle de l’écriture latine qui est utilisée dans l’alphabet phonétique ouralien.

## Utilisation
Dans l’alphabet phonétique ouralien utilisé par Sovijärvi et Peltola, ‹ ᴛ › représente un clic dental dévoisé, notée [ǀ̥] avec l’alphabet phonétique international, par opposition au ‹ τ › représentant une clic dental voisée.

## Représentations informatiques
La petite capitale tau n’a pas de code propre dans Unicode mais peut être représentée avec le caractère de la petite capitale T: ᴛ, U+1D1B.